# Pam Bouvier
Pam Bouvier è la Bond girl principale del sedicesimo film di James Bond, Agente 007 - Vendetta privata (1989). È interpretata dall'attrice statunitense Carey Lowell.

## Biografia
Pam Bouvier è un'agente della CIA, nonché collega di Felix Leiter. Aiuta Bond per scoprire i responsabili della mutilazione di Felix, ovvero un pericoloso narcotrafficante sudamericano chiamato Sanchez e il suo fedele sicario, Dario, che Pam conosce e detesta. Inizialmente restia a sostenere Bond nella sua vendetta privata si rivelerà essere l'unica persona (oltre a Q) su cui l'agente segreto potrà contare dato che i suoi superiori gli hanno revocato la Licenza di uccidere. Durante il film, Bond presenta Pam a Q come la sua segretaria, Miss Kennedy. Lo pseudonimo allude a Jackie Kennedy, che da nubile si chiamava Jacqueline Lee Bouvier.
Pam si contende le attenzioni di Bond con Lupe Lamora, la fidanzata di Sanchez, che inizialmente sembra fare breccia nel cuore di Bond. Pam ha un ruolo chiave nella morte di Dario e in quella di Sanchez. Alla fine, Bond respinge Lupe e scambia un bacio con Pam.

## Altre apparizioni
Pam Bouvier compare nel videogioco 007 Legends (2012) durante i livelli di Vendetta privata (Missione 3).